# Fuertescusa
Fuertescusa és un municipi de la província de Conca, a la comunitat autònoma de Castella-La Manxa. Limita amb Cañizares, Cañamares i Poyatos.